# Зисельс, Йосиф Самойлович
Йосиф Самойлович Зисельс (род. 2 декабря 1946, Ташкент) — еврейский общественный деятель Украины, член наблюдательного совета Украинского Хельсинкского союза по правам человека. В советские годы участник диссидентского и правозащитного движения в СССР, член Украинской Хельсинкской группы (УХГ), сотрудник Рабочей комиссии расследования использования психиатрии в политических целях, распространитель самиздата, активист еврейского национального движения.

## Биография
Родился в Ташкенте в эвакуированной из Бессарабии семье. Вся семья его отца, Самуила Иосифовича Зисельса (1907—1965) — первая жена, пятилетний сын, родители — остались в Кишинёве и погибли в гетто; мать, Клара (Хая) Натанзон (ум. 1953), происходила из Каушан, где её родители, не успевшие эвакуироваться, также погибли в годы Великой Отечественной войны.
С 1948 года рос в Черновцах. В 1964 году поступил на физико-математический факультет Кишинёвского университета, окончил физический факультет Черновицкого университета в 1969 году. В 1969—1970 гг. служил в Военно-морском флоте СССР [36].
С начала 70-х годов сотрудничал с еврейским и общедемократическим подпольными движениями в СССР. Весной 1972 года исключён из комсомола за выступление в защиту права на репатриацию. В 1978 году вступает в Украинскую Хельсинкскую группу. В том же году арестован и осужден на три года лишения свободы в колонии усиленного режима за «клеветнические измышления, которые порочат советский государственный и общественный строй». В 1984 году снова осужден на три года лишения свободы в колонии строгого режима. В 1987 году отказался от предложенной амнистии, поскольку не хотел подписывать обязательство с отказом от политической деятельности.
В 1988 году создает в Черновцах первую независимую еврейскую организацию на Украине. В 1989 году принимает участие в создании Ваада (Конфедерации еврейских организаций и общин) СССР и становится его сопредседателем.
С 1991 года председатель Ассоциации еврейских организаций и общин (Ваад Украины), исполнительный вице-президент Еврейской Конфедерации Украины. В 2002 году на учредительном съезде Евроазиатского Еврейского Конгресса избран председателем Генерального Совета.
24 июня 2003 года Совет руководителей всеукраинских еврейских организаций заявил, что «Председатель Ваада Украины Иосиф Зисельс „объявляется персоной нон грата в еврейской общине и не имеет права представлять еврейскую общину Украины“».
25 августа 2004 года И. Зисельс отметил, что с Ющенко Украина войдет в Европейский союз
В 2013 году Зисельс сказал: «Если Игорь Мирошниченко, член парламента от „Свободы“, назвал голливудскую звезду, мою землячку из Черновиц Милу Кунис жидовкой, то это не повод, чтобы весь мир обсуждал данную проблему».
По мнению Зисельса, изменения после Майдана на Украине происходят медленно по той причине, что украинцы очень рассудительная нация. Он считает, что Израиль не помогает Украине, потому что очень зациклен на собственной безопасности.
В апреле 2015 года Иосиф Зисельс заявил, что сочетание бранного слова «жид» и слова «бандеровец», которые убивали евреев, «приобрело новый смысл и позитивный оттенок». 28 апреля 2015 года И. Зисельс заявил, что украинские евреи вступают в неонацистский полк «Азов» и что «украинские евреи начали осознавать себя евреями Украины».
После скандала с публикацией в августе 2015 года «'Blood oozed through the soil at grave sites. You could see the pits move, some of them were still alive': The secrets of Ukraine’s shameful 'Holocaust of Bullets' killing centre where 1.6million Jews were executed» в издании Daily Mail Иосиф Зисельс сказал, что Daily Mail исказили его мнение и он вообще с ними не общался.
После выступление президента Израиля Реувена Ривлина 27 сентября 2016 года в Верховной Раде, во время которого президент упомянул о полутора миллионах погибших на Украине евреях, об украинских праведниках мира и о соучастии ОУН в Холокосте, Зисельс сказал, что тот уже слишком старый, выживший из ума человек со «старческим слабоумием» и он не отражает мнение молодых. Более того, Зисельс заявил, что он готов извиниться перед украинцами за слова израильского президента. Зисельс также потребовал от Президента Израиля извиниться. В итоге извиниться пришлось самому Зисельсу, который написал письмо Президенту Израиля.
И. Зисельс отметил, что «Нельзя навешивать стереотипные ярлыки на ОУН и УПА, которые боролись в первую очередь за независимость Украины». По мнению Алексея Славина, цель Зисельса отбелить бандеровских убийц, которые стали идеологической основой новой власти на Украине. И в дополнение упомянул заявление Ярослава Стецько, лидера и главного идеолога ОУН: «…я тем не менее отдаю себе отчёт в неизменно вредной и враждебной роли жидов, которые помогают Москве закрепостить Украину. Поэтому я стою на позиции уничтожения жидов и целесообразности перенесения на Украину немецких методов уничтожения жидовства и исключаю их ассимиляцию».
13 октября 2016 года Иосиф Зисельс, отбеливая ОУН-УПА отметил, что «представители ОУН Илько Савчин и Михайло Свистун почти всю войну прятали от немцев еврейскую семью». Однако он не упомянул о том, что «в 1946 году украинские националисты узнали о том, что Свистуны помогали евреям во время войны, и убили Михайла и его жену». Директор Украинского еврейского комитета Эдуард Долинский считает формулировки Зисельса следствием организованной кампании по дезинформации и попыткой скрыть участие членов Организации украинских националистов в уничтожении евреев в Бабьем Яру.
13 марта 2017 года Иосиф Зисельс вместе с Вятровичем провели в Париже конференцию «Шоа в Украине». Юрий Каннер отмечает, что Зисельс, покушав в ресторане после конференции, нашёл причину Холокоста и участия в нём украинских националистов в том, что в этом виноваты сами евреи и в частности еврей Шварцбард, который убил вождя Петлюру. По мнению Зисельса, все евреи должны отвечать друг за друга и своей смертью в Холокосте они за это ответили. Юрий Каннер отмечает, что Зисельс совсем не дурак или заблуждающийся невежда, а просто четко следовал идеологической установке самой конференции, организованной Украинским институтом национальной памяти (известным своей активностью в героизации ОУН-УПА и отрицании участия украинских националистов в уничтожении евреев Украины). И в программе этой конференции в первом же абзаце преамбулы связывают Холокост с убийством Петлюры в 1926 году. В том же месяце (марте 2017 года) о Надежде Савченко, которая заявила «Я не антисемитка, но жидов не люблю!» Зисельс сказал, что она «пример того, как индивидуальное мужество побеждает систему». В конце того же месяца Иосиф Зисельс заявил, что он считает, что именно голодомор, а не холокост — одна из самых страшных трагедий XX века. И важно знать поименно всех, кто был в этом виноват. Он также сказал, что не нужно зацикливаться на комплексе виктимности «как это делают евреи в диаспоре, которые культивируют Холокост, делают его центром своего существования»
В сентябре 2017 года Зисельс заявил, что он считает, что нужно составить список преступлений еврейского народа перед украинцами.
Зилельс считает, что памятник Петлюре, воины которого убили много тысяч евреев, может быть в Виннице, где было истреблено большое количество евреев. Но считает, что его нужно перенести из еврейского района по той причине, что «существует большая опасность, что памятник станет мишенью для многочисленных спекуляций антиукраинских сил, которые пытаются раздуть межнациональные конфликты в обществе». А первыми против памятника высказались евреи Винницы, депутаты Кнессета Израиля, Всемирный еврейский конгресс.
29 сентября 2017 года И. Зисельс заявил, что «Уровень антисемитизма в Украине — один из самых низких в Европе». Однако The Jerusalem Post со ссылкой на ежегодный доклад об антисемитизме министерства по делам диаспоры Израиля отметило, что в 2017 году на Украине увеличилось количество зарегистрированных антисемитских инцидентов и есть двукратный рост числа антисемитских инцидентов на Украине и сохранение тенденции к его снижению в России.
19 апреля 2018 года Зисельс в контексте антисемитской публикации одной из районных газет Черкасщины отметил, что согласно международной классификации, подобная публикация может быть отнесена к разряду hate speech, что на порядок ниже по значимости hate crimes.
27 апреля 2018 года Зисельс подверг критике мнение 56 американских конгрессменов, обеспокоенных «ростом антисемитизма, финансируемого государством», сказав, что их слова не соответствует действительности.

## Мнения о Зисельсе
На вопрос «К чему вы стремитесь?» Зисельс ответил: 

Как любой человек — к реализации себя, после того как удовлетворены все остальные потребности. И мне кажется, я вполне неплохо с этим справляюсь
Кандидат наук Илья Пожидаев считает Зисельса русофобом. Глава израильского отделения Центра Симона Визенталя Эфраим Зурофф заявил, что Зисельс, «как всегда, искажает историческую действительность, чтобы снискать благосклонность украинского правительства».
В своих высказываниях и действиях Зисельс пытается скрыть участие ОУН в Холокосте и отрицание Холокоста. Кандидат исторических наук Андрей Марчуков считает, что отбеливая Шухевича, Йосиф Зисельс руководствуется не своей совестью, а пожеланиями СБУ, которые пытаются представить Шухевича, Бандеру, Мельника и ОУН — УПА в целом героями несмотря на их многократные убийства мирного еврейского населения Украины.
Российско-израильский политик и публицист Авигдор Эскин отметил, что Иосиф Зисельс «давно известен своими крайне экстремистскими взглядами и еще в советское время дважды отсидел в лагерях за распространение бандеровской литературы». По его мнению, Зисельсу никто не давал права говорить от лица всех евреев, так как он пропагандирует человеконенавистнические идеи.
Израильский историк Арон Ильич Шнеер, сотрудник Института «Яд ва-Шем» в комментарии EADaily сказал: «Зисельс — абсолютно придворный, ливрейный еврей, который меня поражает выступлениями и писаниями, оправдывающими Бандеру, Шухевича, а тем самым и других немецких пособников».

## Награды
- Орден «За заслуги» III степени (26 ноября 2005) — за весомый личный вклад в национальное и государственное возрождение Украины, самоотверженность в борьбе за утверждение идеалов свободы и независимости, активную общественную деятельность[36].
- Орден «За мужество» I степени (8 ноября 2006) — за гражданское мужество, самоотверженность в борьбе за утверждение идеалов свободы и демократии и по случаю 30-й годовщины создание украинской общественной группы содействия выполнению Хельсинкских соглашений[37].
- Орден «За интеллектуальную отвагу» (2018).

## Книги
- «Если я только для себя…». — К., 2000. — 360 с.
- «Если не сейчас…». — К.: Дух и литера, 2006. — 451 с.